# Armorial des freguesias de Ansião
- il comporte peu ou pas de sources.
- il reste des blasons à dessiner dans cet armorial.

Cette page donne les armoiries (figures et blasonnements) des freguesias de Ansião. 
| Image | Nom de la commune et blasonnement |
| ----- | --- |
|       | Alvorge |
|       | Ansião |
|       | Avelar |
|       | Chão de Couce |
|       | Lagarteira |
|       | Pousaflores d'or à une aile de moulin de sable habillée d'azur et équipée de calebasses aussi d'azur, surmontée de deux lis de jardin de gueules tigés et feuillés de sinople avec des étamines d'argent, soutenue de deux rinceaux de sinople passés en sautoir et liés de gueules, celui de dextre d'olivier fruité de sable et celui de senestre de chêne fruité de gueules |
|       | Santiago da Guarda |
|       | Torre de Vale de Todos |